# Hugh Gerhardi
Hugh Gerhardi (Johannesburg, 5 maggio 1933 – Johannesburg, 12 gennaio 1985) è stato un calciatore sudafricano, di ruolo difensore.

## Caratteristiche tecniche
Era un difensore centrale di elevata statura (con i suoi 194 cm era uno dei giocatori più alti ad aver mai giocato nel Liverpool), con alcune pecche nel mantenere la posizione e nel tempismo degli interventi ma che spesso riusciva comunque ad ottenere buoni risultati con l'aiuto del suo possente fisico.

## Carriera
Dal 1950 al 1952 ha giocato in patria in prima divisione al Durban Thistle, per poi trasferirsi in Inghilterra, raccomandato al Liverpool da Billy Butler (un ex giocatore del Bolton che allenava in Sudafrica ed era amico di Don Welsh, il tecnico dei Reds); durante la sua permanenza con il club di Liverpool, durata una sola stagione, gioca in totale 6 partite ufficiali, tutte in campionato.